# Moisés Soriano
Moisés Soriano Salvador (nacido el 3 de septiembre de 1994) es un expiloto de automovilismo valenciano. En 2011 participó en el European F3 Open, donde quedó subcampeón de la categoría Copa de España. 

## Carrera

### Karting
Moisés empieza a destacar en el Karting en 2005, donde se proclama campeón de la Copa Profiltek del Circuit Ricardo Tormo en la categoría alevín. Al año siguiente se proclama campeón cadete de la Comunidad Valenciana, además de quedar tercero en la Copa de España y séptimo en el campeonato de Catalunya. En 2007 gana los campeonatos de la Comunidad Valenciana y Catalunya y queda subcampeón de la Copa de España. En 2008 y 2009 vence el campeonato de la Comunidad Valenciana en KF3 y en 2010 la copa Profiltek en KFR. En el año 2011 Moisés queda tercero en el Campeonato Valenciano y en el de España de KF2, a la vez que se da a conocer al proclamarse vencedor de la Beca Santander Jóvenes Promesas de Karting 2011. El año siguiente, consigue proclamarse campeón de la Comunidad Valenciana de KF-Max.

### Fórmula 3
En el 2012 da el salto a los monoplazas, corriendo para la escudería Cedars-Escuela Profilltex-Circuit la temporada 2012 de European F3 Open completa con un coche de la clase Copa, donde consigue 3 victorias que le valen para ser subcampeón de la categoría. Además, en octubre de ese mismo año, realizó un test con la Ferrari Driver Academy con un Fórmula 3 en Fiorano.

### El casi retorno
La temporada siguiente y a pesar de su gran debut en monoplazas, el joven piloto se queda sin apoyos económicos viéndose obligado a apartarse del mundo de la competición profesional. En 2014 BMW le llama para entrar en su programa de jóvenes pilotos. Pero a pesar de mostrarse como el más rápido en los test de monoplazas realizados, no deciden contratarle para el año siguiente. En 2015 tan sólo aparece en la ronda valenciana de la NASCAR Whelen EuroSeries.
En 2018 y siendo monitor de la Fórmula de Campeones del circuit, disputa y vence en la categoría DD2 del campeonato valenciano de karting.

## Resultados

### European F3 Open
| Temporada | Escudería                 | ALG | ALG | NÜR | NÜR | SPA | SPA | BRH | BRH | LEC | LEC | HUN | HUN | MON | MON | CAT | CAT | Pos | Pts |
| --------- | ------------------------- | --- | --- | --- | --- | --- | --- | --- | --- | --- | --- | --- | --- | --- | --- | --- | --- | --- | --- |
| 2012      | Cedars-Profilltex-Circuit | 20  | 13  | 14  | 13  | 5   | 12  | 8   | 9   | 15  | 9   | 20  | DNS | Ret | 10  | 11  | 6   | 12º | 33  |

### European F3 Open - Clase Copa
| Temporada | Escudería                 | ALG | ALG | NÜR | NÜR | SPA | SPA | BRH | BRH | LEC | LEC | HUN | HUN | MON | MON | CAT | CAT | Pos | Pts |
| --------- | ------------------------- | --- | --- | --- | --- | --- | --- | --- | --- | --- | --- | --- | --- | --- | --- | --- | --- | --- | --- |
| 2012      | Cedars-Profilltex-Circuit | 20  | 13  | 14  | 13  | 5   | 12  | 8   | 9   | 15  | 9   | 20  | DNS | Ret | 10  | 11  | 6   | 2º  | 72  |